# Битва на Калке (1380)
Битва на Калке (1380) — Сражение между Мамаем, фактическим правителем западной части Золотой Орды, и ханом Золотой Орды Тохтамышем, где последний одержал полную победу над противником.

## Предыстория
Сражению предшествовал двадцатилетний период напряжённой междоусобной борьбы за власть в Золотой Орде, одним из основных участников которой был Мамай, остававшийся в центре этой борьбы дольше всех участников. Но он не имел права на становление ханом, так как не являлся чингизидом, что в свою очередь противоречило правилам, согласно которым ханский титул по господствующим условностям мог носить только чингизид. Для решения этой проблемы Мамай прибегал к союзу с каким-либо из многочисленных царевичей (огланов) чингизидов, стремясь к тому, чтобы хан был марионеткой в его руках, а сам занимал при хане должность первого министра — беклярбека. Поддержку Мамаю оказывали западные районы Золотой Орды (к западу от Волги), в особенности твёрдую опору он находил в Крыму. В идейном плане он выступал как защитник дома Бату, выбирая ханов из этого дома и опекая знатных женщин, оставшихся без мужской поддержки. Альтернативные претенденты принадлежали к другим ветвям потомства Чингизхана и с ортодоксальной точки зрения были узурпаторами, что обеспечивало Мамаю опору среди консервативно мыслящих представителей знати.
Последним ханом, ставленником Мамая с 1370 года, был малолетний хан Мухаммад, который был изгнан из Сарая в 1374 году, что не мешало Мамаю и хану выступать в западных землях как законным правителям Орды. В 1380 году Мамай задумал большой карательный поход на Русь. Однако русское войско собралось и выступило вперёд на Мамая скорее, чем он смог собрать все свои войска. В результате битвы на Куликовом поле Мамай был разбит, однако и русские не имели сил преследовать его. Бежав на юг, смог быстро восстановить свою военную мощь. Как окажется впоследствии, самой большой его проблемой была потеря на Куликовом поле хана Мухаммада, который очевидно был убит, а времени на поиски нового хана не было. Таким образом, Мамай потерял свою легитимность.

## Битва на Калке
Борьба с Русью потеряла актуальность. С востока наступал Тохтамыш, который ранее захватил Левое крыло Золотой Орды, затем Улус Шибана и Сарай и объединил большую часть земель Золотой Орды. Народ и знать Орды, уставшие от междоусобицы, оказывали ему поддержку. Мамай выступил навстречу Тохтамышу. В октябре или ноябре 1380 г. войска сошлись на реке Калке, но сражения по существу не было. Значительная часть войск Мамая перешла на сторону Тохтамыша как законного хана.
Мамай бежал в Крым, где пытался укрыться в генуэзской крепости Кафе (сейчас — Феодосия), но его не впустили в город. Он был перехвачен около Солхата (сейчас — Старый Крым) и убит. По приказу Тохтамыша Мамая похоронили с подобающими почестями.
Итогом битвы на Калке в 1380 году стало восстановление военно-политического единства Золотой Орды под властью Тохтамыша.